# Флоренсія Лабат
Марія Флоренсія Лабат (ісп. María Florencia Labat, нар. 12 червня 1971) — колишня професійна аргентинська тенісистка. 
Найвищу одиночну позицію світового рейтингу — 26 місце досягнула 12 вересня 1994 року.
Завершила кар'єру 2000 року.

## Фінали Туру WTA

### Одиночний розряд 4 (0–4)
| Легенда           |   |
| Grand Slam        | 0 |
| WTA Championships | 0 |
| Tier I            | 0 |
| Tier II           | 0 |
| Tier III          | 0 |
| Tier IV & V       | 0 |

| Результат | Ранг | Дата           | Турнір              | Покриття | Опонент          | Рахунок       |
| Поразка   | 1.   | 31 жовтня 1993 | Curitiba, Бразилія  | Ґрунт    | Забіне Гак       | 2–6, 0–6      |
| Поразка   | 2.   | 9 січня 1994   | Брисбен, Австралія  | Тверде   | Ліндсі Девенпорт | 1–6, 6–2, 3–6 |
| Поразка   | 3.   | 24 квітня 1994 | Сінгапур            | Тверде   | Савамацу Наоко   | 5–7, 5–7      |
| Поразка   | 4.   | 1 травня 1994  | Джакарта, Індонезія | Тверде   | Басукі Яюк       | 4–6, 6–3, 6–7 |

### Парний розряд 17 (7–10)
| Легенда           |   |
| Grand Slam        | 0 |
| WTA Championships | 0 |
| Tier I            | 0 |
| Tier II           | 0 |
| Tier III          | 2 |
| Tier IV & V       | 4 |

| Титули за покриттям |   |
| Тверде              | 2 |
| Ґрунт               | 5 |
| Трава               | 0 |
| Килим               | 0 |

| Результат | Ранг | Дата              | Турнір                                                | Покриття | Партнер               | Опоненти                          | Рахунок       |
| Поразка   | 1.   | 13 липня 1990     | Internazionali Femminili di Tennis di Palermo, Італія | Ґрунт    | Барбара Романо        | Лаура Гарроне Карін Кшвендт       | 2–6, 4–6      |
| Перемога  | 2.   | 5 травня 1991     | Таранто, Італія                                       | Ґрунт    | Алексія Дешом-Баллере | Лаура Голарса Енн Вундерліх       | 6–2, 7–5      |
| Перемога  | 3.   | 27 жовтня 1991    | San Juan, Puerto Rico                                 | Тверде   | Хіракі Ріка           | Сабін Аппельманс Камілл Бенджамін | 6–3, 6–3      |
| Перемога  | 4.   | 12 липня 1992     | Gastein Ladies, Австрія                               | Ґрунт    | Алексія Дешом-Баллере | Аманда Кетцер Вілтруд Пробст      | 6–3, 6–3      |
| Перемога  | 5.   | 26 липня 1992     | San Marino                                            | Ґрунт    | Алексія Дешом-Баллере | Сандра Чеккіні Лаура Гарроне      | 7–6, 7–5      |
| Перемога  | 6.   | 30 серпня 1992    | Скенектаді, New York, USA                             | Тверде   | Алексія Дешом-Баллере | Джинджер Гелгесон Шеннен Маккарті | 6–3, 1–6, 6–2 |
| Поразка   | 7.   | 1 серпня 1993     | San Marino                                            | Ґрунт    | Барбара Ріттнер       | Сандра Чеккіні Патрісія Тарабіні  | 3–6, 2–6      |
| Поразка   | 8.   | 29 серпня 1993    | Скенектаді, New York, USA                             | Тверде   | Барбара Ріттнер       | Рейчел Макквіллан Клаудія Порвік  | 6–4, 4–6, 2–6 |
| Поразка   | 9.   | 21 липня 1996     | Internazionali Femminili di Tennis di Palermo, Італія | Ґрунт    | Барбара Ріттнер       | Жанетта Гусарова Барбара Шетт     | 1–6, 2–6      |
| Поразка   | 10.  | 22 червня 1997    | Rosmalen, Нідерландські Антильські острови            | Трава    | Каріна Габшудова      | Ева Меліхарова Гелена Вілдова     | 3–6, 6–7      |
| Поразка   | 11.  | 20 липня 1997     | Internazionali Femminili di Tennis di Palermo, Італія | Ґрунт    | Мерседес Пас          | Silivia Farina Барбара Шетт       | 6–2, 1–6, 4–6 |
| Поразка   | 12.  | 23 листопада 1997 | Паттая, Таїланд                                       | Тверде   | Домінік Монамі        | Крістін Кунс Коріна Мораріу       | 3–6, 4–6      |
| Перемога  | 13.  | 23 травня 1998    | Мастерс Мадрид, Іспанія                               | Ґрунт    | Домінік Монамі        | Рейчел Макквіллан Ніколь Пратт    | 6–3, 6–1      |
| Поразка   | 14.  | 9 серпня 1998     | Istanbul, Туреччина                                   | Тверде   | Оса Свенссон          | Мейке Бабель Лоранс Куртуа        | 0–6, 2–6      |
| Поразка   | 15.  | 10 жовтня 1999    | Сан-Паулу, Бразилія                                   | Ґрунт    | Жанетта Гусарова      | Лаура Монтальво Паола Суарес      | 7–6, 5–7, 5–7 |
| Поразка   | 16.  | 20 лютого 2000    | Сан-Паулу, Бразилія                                   | Ґрунт    | Жанетта Гусарова      | Лаура Монтальво Паола Суарес      | 7–5, 4–6, 3–6 |
| Перемога  | 17.  | 27 травня 2000    | Internationaux de Strasbourg, Франція                 | Ґрунт    | Соня Джеясілан        | Кім Грант Марія Венто-Кабчі       | 6–4, 6–3      |